# Kurs 2008
Kurs 2008 – system informatyczny służący do obsługi procesu sprzedaży biletów kolejowych i rezerwacji miejsc w przewozach pasażerskich wykorzystywany przez spółki PKP i Przewozy Regionalne.
Jest następcą wprowadzonego w połowie lat 90. XX wieku systemu Kurs'90. Poza standardowymi funkcjami związanymi z obsługą pasażerów, służy do kontroli biletów (również tych sprzedawanych przez Internet), rejestrację danych ze sprzedaży, legalizację biletów przejazdowych, sporządzanie zbiorczych dokumentów rozliczeniowych oraz wymianę danych ze zewnętrznymi systemami i fiskalizacji sprzedaży. Umożliwia także służbową wymianę korespondencji poprzez informowanie o zdarzeniach na sieci kolejowej: utrudnieniach w ruchu pociągów, remontach torów, wypadkach itp. Terminal dzięki wbudowanej bezprzewodowej komunikacji GSM/GPRS jest w stanie aktualizować swoją bazę danych.
Od 2009 roku terminal ten jest stopniowo wprowadzany.